# 3-metilheptano
El 3-metilheptano es un alcano ramificado con fórmula molecular C8H18.